# Satélite K
Satélite K är ett spanskt skivbolag med säte i Barcelona. Man startade verksamheten som musikutgivare 1992, då via skivetiketten K Industria Cultural.

## Historia och verksamhet
Grundare av bolaget var Enric Pedrascoll, entreprenör i musikbranschen. Han driver bolaget än idag (2018).
Bolaget ger ut musik både på spanska och katalanska. Man är ett av de större oberoende skivbolagen i Katalonien/östra Spanien, vid sidan av Discmedi, Picap och Música Global.
Bolagets första skivetikett var K Industria Cultural. Den var aktiv fram till 2010, och den är fortfarande namn på själva bolaget. Bland artister och grupper som givits ut på etiketten kan nämnas Che Sudaka, Dr. Calypso, Jaume Sisa, Manu Chao, Roger Mas och Toti Soler. Etiketten startades samma år som OS i Barcelona, och bolaget var där anlitad till att producera musikslingor och fanfarer för användning i samband med invigningsceremonin och olika prisutdelningar. Dessa musikinslag producerades under ledning av kompositören Carles Santos.
Därefter skapades etiketten Cosmos Records. Den var aktiv för lansering av olika elektronmusikgrupper som Madelman, Peanut Peu och Sideral.
I slutet av 1997 skapades bolagets viktigaste skivetikett Satélite K, till en början mer inriktad på elektronisk musik och liknande pop. Sedan 2010 har dock etiketten varit bolagets enda aktiva och då med en mer allmän inriktning. Bland artister och grupper som synts på denna etikett finns Anna Roig i L'ombre de ton chien, Azucarillo Kings, Gemma Humet, Intana, Judit Neddermann, Marina Rossell, Ojos de Brujo, Paula Valls, Quart Primera och Joan Rovira.
Vid sidan av sin roll som musikutgivare har Satélite K verkat som musikdistributör (via sidobolaget T-Sunami, bildat 2004), med marknadsföring av digitalt material (via sidobolaget KZoo, bildat 2009), multimediaproduktioner, böcker och som artistmanager (via sidobolaget Diggers Music). Konceptet auto[edit]arte, startat på 1990-talet, marknadsför tjänster för egenutgivare.

## Bildgalleri
Exempel på artister som ges ut eller har getts ut på Satélite K:

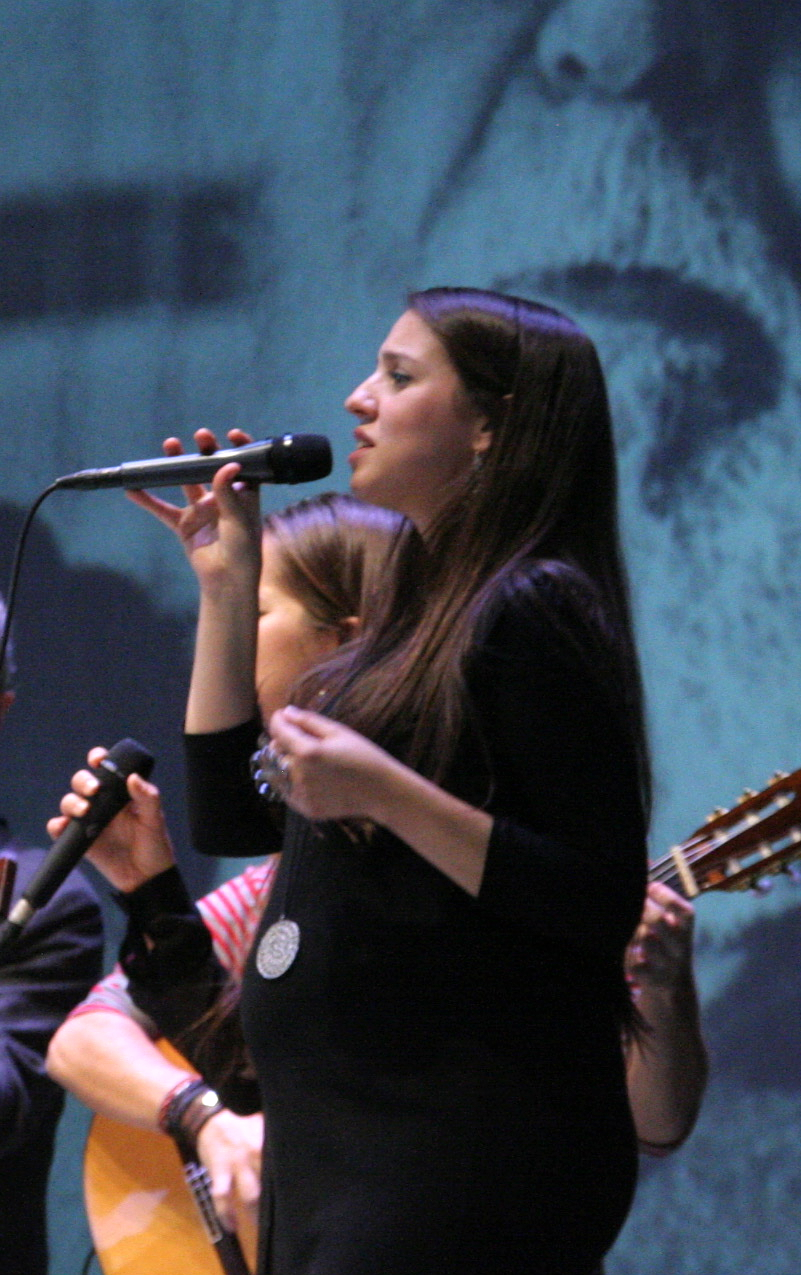
Gemma Humet.
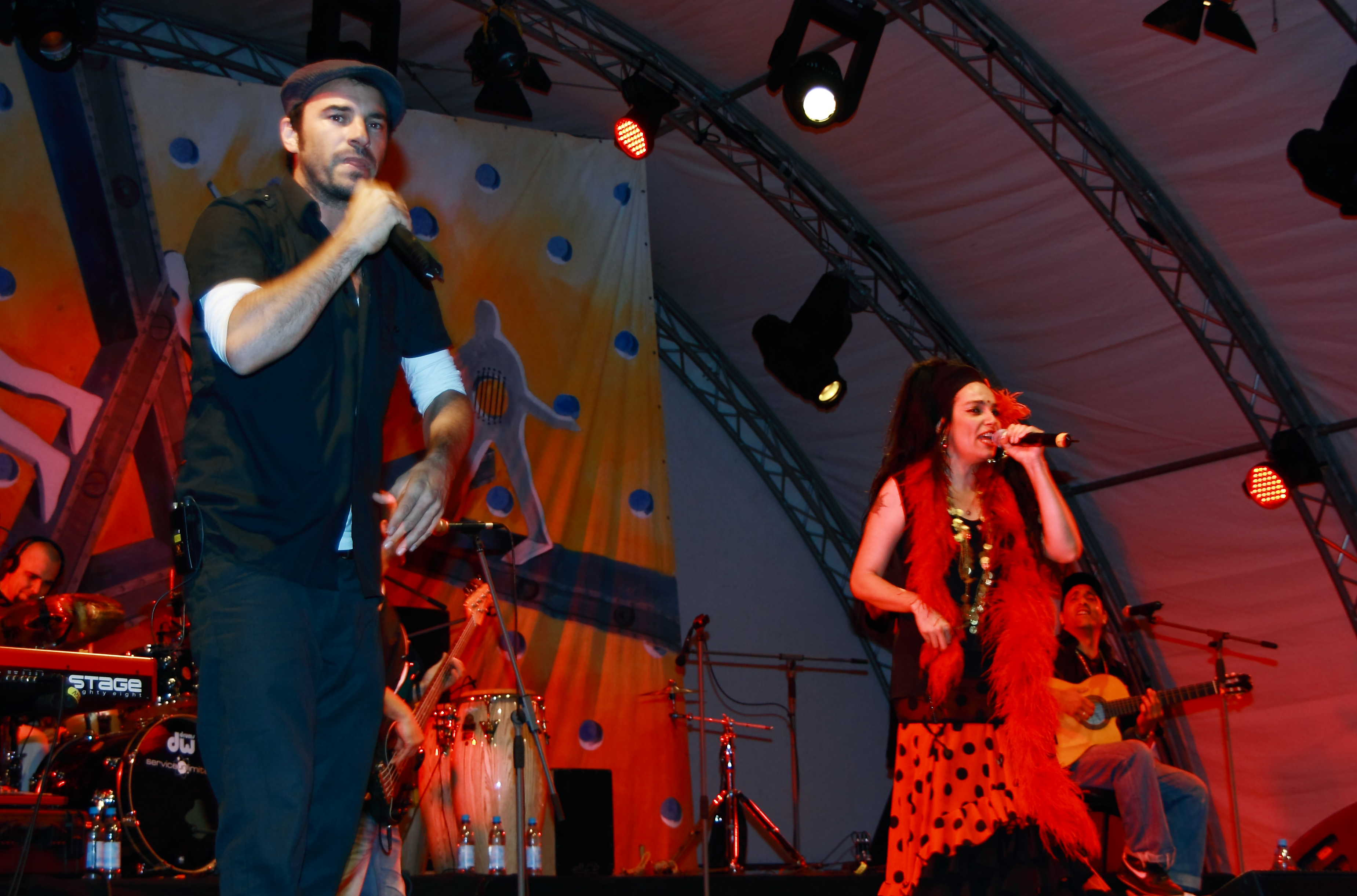
Ojos de Brujo.
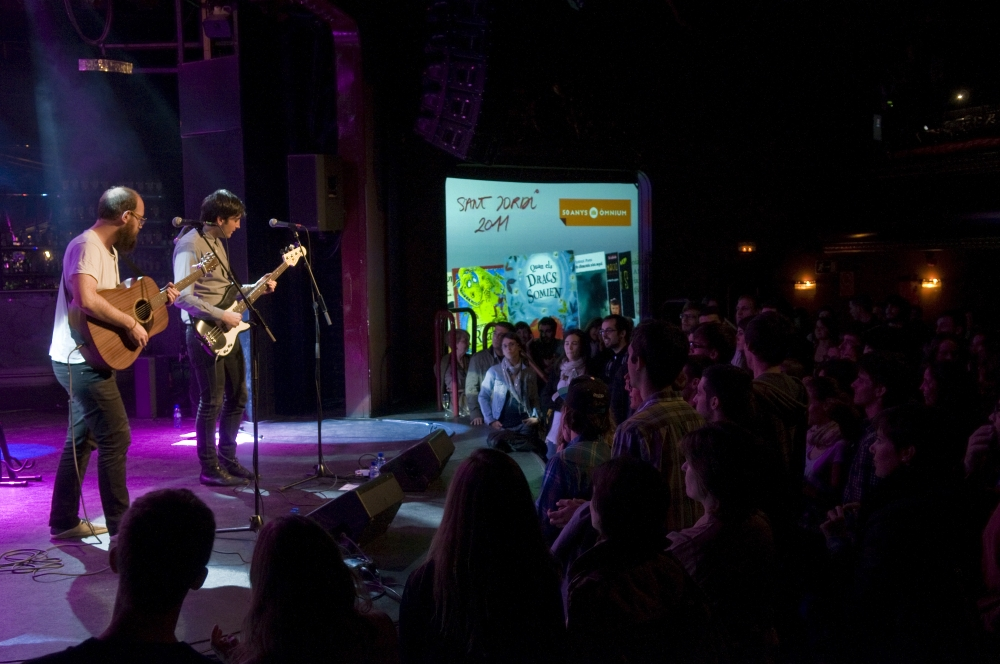
Quart Primera.
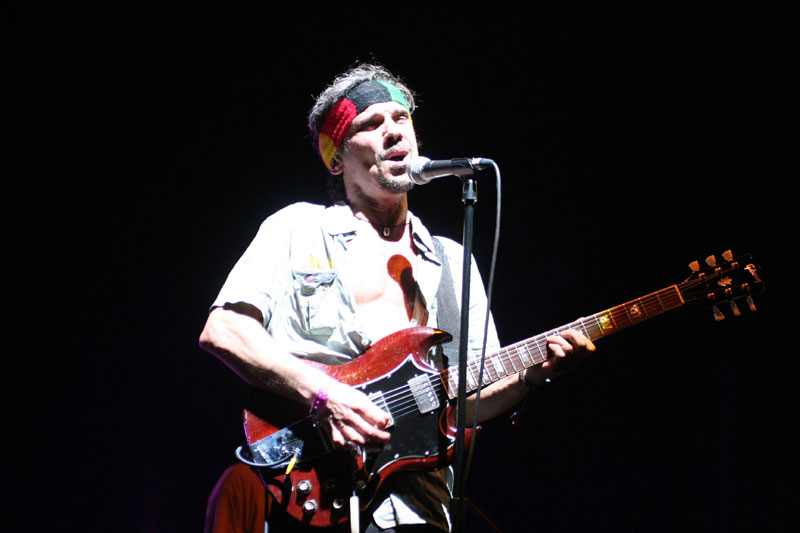
Manu Chao.